# Colocleora binoti
Colocleora binoti är en fjärilsart som beskrevs av Claude Herbulot 1983. Colocleora binoti ingår i släktet Colocleora och familjen mätare. Inga underarter finns listade i Catalogue of Life.